# Ringo (álbum de Itzy)
Ringo (en japonés: リンゴ) es el primer álbum larga duración en japonés del grupo femenino surcoreano Itzy, que fue lanzado el 18 de octubre de 2023 por Warner Music Japan. El álbum contiene once canciones, incluyendo las pistas lanzadas previamente «Voltage», «Blah Blah Blah», las versiones en japonés de sus sencillos «Sneakers», «Cheshire», «Trust Me (Midzy)», además del sencillo principal que da título al álbum, «Ringo». 

## Antecedentes y lanzamiento
Itzy debutó en Japón bajo Warner Music Japan el 1 de septiembre de 2021, con el lanzamiento de la compilación extendida What'z Itzy, que incluía los sencillos anteriores del quinteto. Un álbum recopilatorio con versiones japonesas de los sencillos del quinteto, titulado It'z Itzy, se lanzó más tarde ese año, el 22 de diciembre. La primera canción original en japonés del grupo se lanzó el 6 de abril de 2022, con el lanzamiento del álbum sencillo «Voltage». Un segundo sencillo titulado «Blah Blah Blah» fue publicado el 5 de octubre de 2022.
Durante la etapa japonesa de la gira Checkmate World Tour, en febrero de 2023, Itzy reveló sus planes para su primer álbum de estudio japonés de larga duración como parte de un anuncio sorpresa. El 7 de agosto de 2023, JYP Entertainment anunció oficialmente el lanzamiento del álbum Ringo, y los títulos de sus once pistas.
El anuncio del álbum estuvo acompañado por el lanzamiento de imágenes de adelanto, donde se muestran a las miembros con manzanas rojas brillantes. El álbum estará disponible en ocho formatos físicos diferentes, con dos variaciones de edición limitada y una junto a un DVD.
La versión japonesa de «Trust Me (Midzy)» fue lanzada antes del álbum, el 29 de agosto de 2023, como sencillo promocional. «Sugar-holic», junto a su video musical, también fue lanzada como sencillo promocional el 11 de octubre de 2023.

## Lista de canciones
| CD / Descarga digital |                                       |                                                                             |                                                                                 |                                                  |          |  |
| N.º                   | Título                                | Letras                                                                      | Música                                                                          | Arreglo                                          | Duración |  |
| 1.                    | «Ringo»                               | Seo Yong-won (153/Joombas), Yu-ki Kokubo                                    | JJean, Scott Russell Stoddart                                                   | Scott Russell Stoddart                           | 3:29     |  |
| 2.                    | «Sugar-holic»                         | Kaz Kuwamura, Yhel                                                          | Kass, Ciara Muscat, Tim Tan                                                     | Kass                                             | 3:03     |  |
| 3.                    | «Playlist»                            | Mio Jorokuhji                                                               | Avenue 52, Gabe Lopez, JJean, Justin Reinstein                                  | Gabe Lopez, Avenue 52                            | 3:44     |  |
| 4.                    | «Style»                               | Kentz                                                                       | Nermin Harambašić, Benjamin Sahba, Sverre Sunde, Adrian Thesen, Anne Judith Wik | Lovelypop, Pizzapunk                             | 3:03     |  |
| 5.                    | «Voltage»                             | Mayu Wakisaka                                                               | Selah, Charlotte Wilson, Frankie Day, Ayushy, The Hub 88                        | Selah                                            | 3:41     |  |
| 6.                    | «Spice»                               | D&H                                                                         | Kobee, Holy M                                                                   | Kobee, Holy M                                    | 3:41     |  |
| 7.                    | «Blah Blah Blah»                      | Mio Jorakuji                                                                | Sim Eunjee, Minyoung Lee (EastWest), Yeul (1by1)                                | Sim Eunjee, Minyoung Lee (EastWest), Yeul (1by1) | 3:06     |  |
| 8.                    | «Can't Tie Me Down»                   | Yo-Hei                                                                      | Selah, Awry (The Hub), Ayushy, The Hub 88 (The Hub)                             | Selah                                            | 3:05     |  |
| 9.                    | «Sneakers» (versión japonesa)         | Friday (Galactika), Ogi (Galactika), Didrik Thott, Jessica Pierpoint, Yokei | Pierpoint, Didrik Thott, Sebastian Thott                                        | Sebastian Thott                                  | 3:01     |  |
| 10.                   | «Cheshire» (versión japonesa)         | Hwang Sumin (153/Joombas), Jeong Hari (153/Joombas), Wakisaka               | Muscat, J.A.R., JJean, Josefin Glenmark, Justin Reinstein, Tim Tan              | Tim Tan, Justin Reinstein                        | 3:03     |  |
| 11.                   | «Trust Me (Midzy)» (versión japonesa) | MosPick, Young Chance, Wakisaka                                             | MosPick, Young Chance                                                           | MosPick                                          | 3:41     |  |
| 36:09                 |                                       |                                                                             |                                                                                 |                                                  |          |  |

| Limited A bonus tracks (DVD) |                                                        |          |  |
| N.º                          | Título                                                 | Duración |  |
| 1.                           | «Ringo Music Video Making Movie»                       |          |  |
| 2.                           | «Ringo Jacket Shooting Making Movie»                   |          |  |
| 3.                           | «Documentary of Itzy Japan Debut Showcase "It'z Itzy"» |          |  |

## Historial de lanzamiento
| País  | Fecha                 | Formato                              | Discográfica       | Ref.   |
| ----- | --------------------- | ------------------------------------ | ------------------ | ------ |
| Japón | 18 de octubre de 2023 | CD, DVD, Descarga digital, streaming | Warner Music Japan | [ 12 ] |